# Perregrinus
Perregrinus deformis es una especie de araña araneomorfa de la familia Linyphiidae. Es el único miembro del género monotípico Perregrinus.

## Distribución
Es un endemismo de  Rusia, Mongolia, China y Canadá